# 恩曼努埃尔·雷耶斯
恩曼努埃尔·雷耶斯·普拉（西班牙語：Enmanuel Reyes Pla，1992年12月14日—），西班牙男子拳击运动员。他曾代表西班牙参加2020年和2024年夏季奥林匹克运动会拳击比赛，其中2024年奥运会获得一枚铜牌。